# Primož Trubar

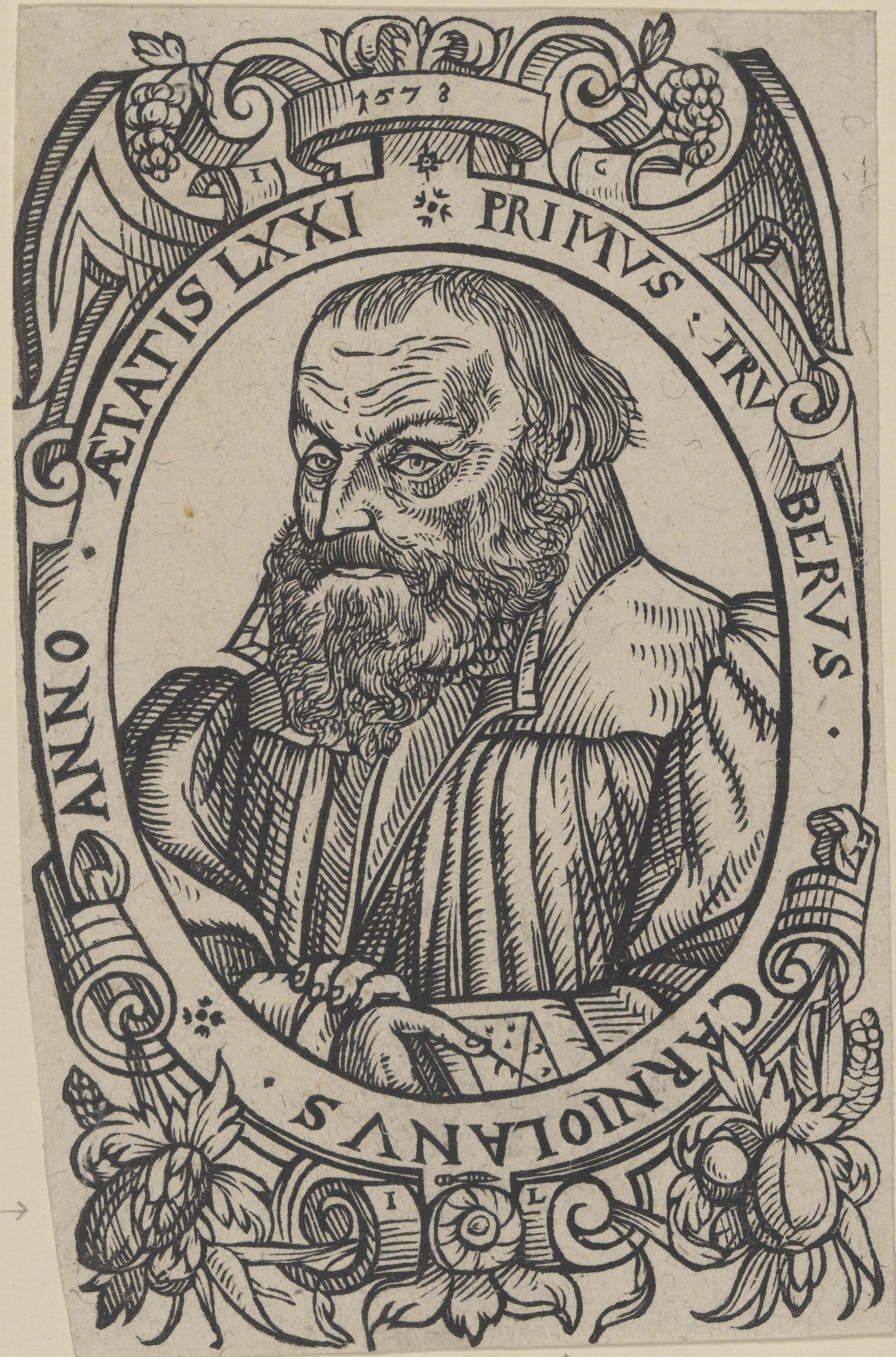
Primož Trubar, por Jacob Lederlein, 1578.

Primož Trubar (Rašica, Velike Lašče, Eslovenia, 9 de junio de 1508-Derendingen, ahora Tubinga, Alemania, 28 de junio de 1586) fue un reformador protestante esloveno, el fundador y primer superintendente de la Iglesia protestante de la región. Sin embargo, es más conocido por ser el primer autor literario en lengua eslovena. 
Tradujo una veintena de libros al esloveno y al alemán, entre otros, y participó en la edición de otros. Escribía en el dialecto de su pueblo, Raščica, en Baja Carniola, que se convirtió en lengua literaria. 
Durante la Reforma protestante del siglo XVI, los eslovenos retomaron una actividad literaria a cuya cabeza se encontraba Trubar, creador del lenguaje literario y la ortografía eslovenos.
Su efigie aparece en las monedas eslovenas de un euro.